# ديف هيلمان
ديف هيلمان (بالإنجليزية: Dave Hillman) هو لاعب كرة قاعدة أمريكي، ولد في 14 سبتمبر 1927 في دونغانون في الولايات المتحدة.

## وصلات خارجية
- ديف هيلمان على موقعبيزبول رفرنس.كوم (الدوري الرئيسي) (الإنجليزية)
- ديف هيلمان على موقعبيزبول رفرنس.كوم (الدوري الثانوي) (الإنجليزية)